# 吴克仁
吴克仁（1894年—1937年），字静山，男，满族，吉林省宁安县（今黑龙江省宁安市）三道湾人。中华民国将领，淞沪会战期间陣亡。

## 生平

### 早年经历
吴克仁生于吉林省宁安县三道村，满洲正白旗人。早年接受乡塾教育，民国成立后入县城高小和中学肄业。1915年考入保定军官学校第五期炮兵科学习，毕业后分派皖系边防军服役。直皖战争后被张作霖收编，入奉军。因屡立战功，先后由排长、连长升至营长。1925年被选派赴日本入炮兵学校深造，翌年学成回国，任东北讲武堂炮兵研究班主任兼炮兵教导队上校队长。1928年张学良出任东北保安总司令后，整顿奉军，炮兵教导队改为炮兵教导团，吴克仁任团长，后来改任为东北炮兵第十八团团长。1930年张学良派吴克仁赴法国考察炮兵，回国后升任东北讲武堂炮兵研究班少将教育长。

### 长城抗战
1933年，日军侵犯热河，继犯长城，遂率部参加长城抗战，初战于古北口，后调至滦东组织防御。次年，晋升为一一七师师长。

### 进驻延安
1934年春，随张学良南下镇压共产党武装。由于东北军多次为红军挫败损失惨重，张学良于1936年4月在洛川与中共方面周恩来会谈，与红军达成协定。此时吴克仁已升任六十七军副军长，随王以哲进驻延安，协助王以哲执行张学良与红军达成的协定，负责对陕北红军输送弹药物资，保护红军人员来往的安全。
西安事变爆发后，吴克仁曾努力避免了东北军的内乱。
1937年2月，东北军调离陕甘，东移苏北、皖北和豫东地区。六十七军军部移驻界首，各部分驻阜阳、涡阳、沈丘等地。所辖五个师经过整编，合并为一零七、一零八两个乙种师。

### 华北抗战
卢沟桥事变爆发后，当即通电请缨参战。7月13日，蒋介石在庐山发布动员令，吴克仁接到动员令后，即集结全军开赴沧州，接替自平津南撤的二十九军。8月下旬，六十七军又奉命赴大城，接替二十九军王长海部，堵击日军。
8月21日，日军向津浦线发动攻势。吴克仁率六十七军对沿子牙河南下之日军中岛师团进行阻击。后撤退并担任防守临洺关（今永年）的任务。10月15日，日军土肥原师团进攻临洺关，16日，吴克仁被迫率军南撤至新乡。

### 淞沪会战
后吴克仁前往南京向蒋介石陈述北方战况，并要求调离北战场。此时上海战局吃紧，蒋遂将其调至安亭。
淞沪会战爆发后，至10月下旬，日军开始显现出优势。此时吴克仁所部六十七军开至战场驻军青浦。
11月5日，日军第六、第十八、第一一四等三个师团及第五师团之国崎登旅团在金山卫登陆，获得滩头阵地后即直扑松江。吴克仁受命率六十七军协同四十三军郭汝栋部及松江专员兼保安司令王公死守松江三日，以掩护上海守军撤退。6日傍晚，吴克仁率六十七军赶至松江。吴克仁命令一零八师师长张文清率部防堵城西之日軍，一零七师师长金奎壁出新东门迎击北攻之日軍。金后与日军谷寿夫师团先头部队遭遇，经过战斗，日军被迫后撤。7日下午，谷寿夫师团大队开到，将金师击溃，直趋苏州河。张文清率一零八师开出城外，十日军崎登旅团已接近松江城，乃令三二二旅旅长刘启文率部占领松江城至石湖荡一线。7日中午，刘与日军遭遇，战败殉国。日军遂开进到松江城西关大桥附近，与夏树勋三二四旅展开激战。至8日下午，夏旅伤亡惨重，吴克仁遂出城督战。至8日午夜，吴克仁以守城任务已经达成，遂令六十七军向昆山撤退。9日黄昏，吴克仁在指挥部队渡河时中弹殉国。

## 身后
事后国民政府军政部根据战区情报，称吴克仁为叛变投敌。随后六十七军番号被撤销，缩编为一零八师，拨归中央军王敬久部。后旅美报人田雨时于1981年发表文，试图为吴恢复名誉。
1982年，中華民國政府正式追認吳克仁為抗日烈士。
1987年2月，中华人民共和国民政部追认吴克仁为革命烈士。
1989年，經吴家後人的奔走下，吴克仁的灵位正式进入臺北忠烈祠，并且举行了祭祀仪式，为其恢复了名譽。
2014年，入选中华人民共和国第一批《著名抗日英烈、英雄群体名录》。